# Первая экспедиция Христофора Колумба
Первая экспедиция Христофора Колумба — морское плавание 1492—1493 годов, возглавленное Христофором Колумбом, капитаном на службе католических королей Изабеллы Кастильской и Фердинанда Арагонского, которое привело к открытию Америки. Было совершено на трёх кораблях, его участники открыли Багамские острова, Кубу и остров Гаити, получивший название Эспаньола. На Эспаньоле был построен форт Ла-Навидад — первое поселение европейцев в Новом Свете. Колумб в дальнейшем предпринял ещё три плавания на запад (в 1493—1496, 1498—1500 и 1502—1504 годах), причём он до самой своей смерти в 1506 году был уверен, что достиг восточного побережья Азии.

## Предыстория
Моряк-генуэзец Христофор Колумб, родившийся в 1451 году, в ходе своих торговых поездок изучил воды Атлантики от Исландии до Гвинейского залива. Будучи сторонником идеи о шарообразности Земли, он ещё в 1470-х годах задумался о возможности достичь западным путём Индии и других азиатских стран, богатых пряностями и золотом. Колумб исходил из карт Тосканелли, на которых Азия простиралась далеко на Восток, и из собственных ошибочных расчётов размеров планеты. Он полагал, что расстояние от Канарских островов до Сипанго (Японии) составляет всего 5710 километров (в действительности это расстояние до Кубы, а до Японии от Канар 19 тысяч км).
Со своим проектом плавания на запад Колумб обратился, по некоторым данным, к властям Генуэзской республики, а затем к королю Португалии. В 1485 году он перебрался в Кастилию и представил проект католическим королям Изабелле и Фердинанду. Их одобрения Колумб добился только в 1492 году, когда закончилось завоевание Гранады. Заключённое соглашение, известное как «Капитуляции Санта-Фе», предполагало, что Колумб откроет и завоюет для королей острова и материк в океане, станет их вице-королём и получит десятую часть добычи и восьмую часть доходов от торговли. В одном из документов как цель экспедиции упоминается Индия, а источники, связанные с Колумбом лично, позволяют исследователям предполагать, что он считал своей целью Сипанго.
Экспедиция обошлась организаторам в два миллиона мараведи. Из них 1,14 миллиона предоставила корона, а 500 тысяч Колумб (эти деньги он одолжил, по разным данным, у богатого судовладельца Мартина Алонсо Пинсона, одного из его братьев или флорентийца Хуаното Берарди). В счёт остальных 360 тысяч город Палос-де-ла-Фронтера предоставил Колумбу две готовые для плавания каравеллы: «Пинта» и «Нинья». Флагманом стал корабль «Санта-Мария», принадлежавший Хуану де ла Косе.

## Путешествие
3 августа 1492 года корабли Колумба отплыли из Палоса. Капитанами «Пинты» и «Ниньи» были Мартин Алонсо Пинсон и его брат Висенте Яньес Пинсон соответственно. За 6 дней флотилия достигла Канарских островов, где задержалась из-за ремонта «Пинты». 6 сентября она направилась на запад, через Атлантический океан. Благодаря дувшим в попутном направлении пассатам корабли проходили в день от 80 до 220 километров, так что к 16 сентября они достигли Саргассова моря. Из-за обилия водорослей в воде моряки решили, что рядом остров, но вскоре поняли свою ошибку. 7 октября Колумб поменял курс с запада на запад-юго-запад (до этого флотилия двигалась в направлении Флориды). К этому времени матросы уже потеряли терпение из-за затянувшегося плавания вдали от берегов, но Колумбу, уверенному, что цель близка, удалось удержать их от мятежа. Наконец, 12 октября мореплаватели увидели землю.
Это был небольшой остров, получивший название Сан-Сальвадор (Гуанахани в составе Багамского архипелага). Высадившись на берег, Колумб установил флаг Кастилии и Арагона и объявил остров владением католических королей. Местных жителей он называл «индейцами» (Indianos), и это название в дальнейшем распространилось на всех обитателей Нового света. Теперь Колумб полагал, что находится недалеко от Сипанго. Открыв ещё ряд небольших островов, названных Санта-Мария-де-Консепсьон, Фернандина, Изабелла, кастильцы достигли 27 октября Кубы; Колумб решил, что это побережье Азии, Катай (Китай), часть владений «Великого хана».
Здесь Колумб задержался, отправив часть своих людей вглубь открытой земли, а «Пинта» на время отделилась. По одним данным, Мартин Алонсо Пинсон был недоволен авторитаризмом Колумба, по другим, им руководила алчность, по третьим, никакой размолвки не было. Точных данных о маршруте «Пинты» нет. Колумб, пройдя вдоль северного побережья Кубы на восток, 6 декабря открыл остров Гаити, получивший название Эспаньола. Он установил контакт с одним из местных вождей по имени Гуаканагари. 24 декабря «Санта-Мария» села на мель у берегов Эспаньолы. Корабль был разобран, из обломков построили форт Ла-Навидад, в котором осталось 39 человек; эти люди должны были помогать Гуаканагари против его врагов-каннибалов. Вскоре Пинсон тоже достиг берегов Эспаньолы, и 6 января он присоединился к Колумбу.
16 января 1493 года «Нинья» и «Пинта» отправились обратно. В пути шторм разделил их: «Пинта» достигла берегов Европы в Галисии, а «Нинья» с Колумбом на борту 17 февраля оказалась у Азорских островов, 4 марта — в Лиссабоне. В апреле 1493 года в Барселоне Колумб встретился с «католическими королями», которым рассказал, что открыл восточное побережье Азии. Сразу после этого началась подготовка ко второй экспедиции, в которой участвовало намного больше кораблей и людей. Фердинанд и Изабелла запретили своим подданным плавать в открытые земли без официального разрешения.